# Алім
«Алі́м» (рос. Алим) — кримськотатарський радянський німий чорно-білий фільм про боротьбу кримськотатарського селянина Аліма з багатіями у XIX столітті. Фільм знято у 1926 році на 2-й фабриці Держкіно у Ялті Всеукраїнського кінофотоуправління. Прем'єра фільму відбулася 16 серпня 1926 в Москві та 30 листопада 1926 в Києві.

## Сюжет
Алім — кримськотатарський селянин, який бореться зі свавіллям багатіїв у XIX столітті. Сюжет фільму базується на легенді про «кримськотатарського Робін Гуда» — Аліма Айдамака, перетвореній 1925 року на п'єсу кримськотатарським поетом, режисером і драматургом Іпчі Умером.
На шкіряній фабриці Алі-бая працює селянин Алім. Протестуючи проти нелюдських умов праці, він підбурює працівників до бунту. Для придушення повстання прибуває загін казаків. Алім з товаришами тікає в гори. Його ім'я наводить жах на поміщиків, мурзів та чиновників. Проти кримськотатарського Робіна Гуда влада знов відправляє війська…

## Знімальна група
- Режисер — Георгій Тасін;
- Автор сценарію — Микола Бажан, за п'єсою Іпчі Умера;
- Художник-постановник — Роберт Шарфенберґ;
- Оператори — Михайло Бельський, Володимир Лемке.

## В ролях
- Хайрі Емір-Заде — Алім;
- Олександр Арбо — начальник поліції;
- Асіє Емір-Заде — Сарра;
- Іван Арбенін-Падохін — Ібрагім Мурза;
- В. Колпашніков — Алі-бай;
- Г. Маринчак — Роджен;
- О. Наровський — Петренко;
- Б. Гончаров — Мурза Бат.

## Зйомки

Україномовний постер № 1 1926 року зроблений художником Я. Леусом

Зйомки фільму за сценарієм українського поета-авангардиста Миколи Бажана розпочалися восени 1925 року, коли політика коренізації в республіках СРСР спричинила запит на національні сюжети.
Стрічка знімалася на Чатир-Дазі та Ай-Петрі до кінця літа 1926 року. Зйомки консультував директор кримського національного музею.

## Реліз
Прем'єра фільму відбулася 16 серпня 1926 року у Москві та 30 листопада 1926 в Києві. Один з україномовних плакатів до фільму намалював Я. Леус. Фільм зажив широкої популярності й 1927 року був експортований до Берліна та Парижа.
1935 року фільм було перемонтовано й випущено в прокат в новій редакції.

## Заборона та знищення
Таємним розпорядженням «Українфільму» від 21 квітня 1937 року № 700/р стрічку було заборонено до показу, а копії знищено.

## Відновлення
У 2014 році на відкритті фестивалю «Німі ночі» в Одес і відбулася прем'єра відреставрованої стрічки як присвята 70-річній депортації кримськотатарського народу.
До перегляду фільм «Алім» доступний в онлайн-кінотеатрі Довженко-Центру.